# Periclimenes latipollex
Periclimenes latipollex är en kräftdjursart som beskrevs av Kemp 1922. Periclimenes latipollex ingår i släktet Periclimenes och familjen Palaemonidae. Inga underarter finns listade i Catalogue of Life.